# Buddleja longiflora
Buddleja longiflora är en flenörtsväxtart som beskrevs av Alexander Curt Brade. Buddleja longiflora ingår i släktet buddlejor, och familjen flenörtsväxter. Inga underarter finns listade i Catalogue of Life.